# Pino Severino

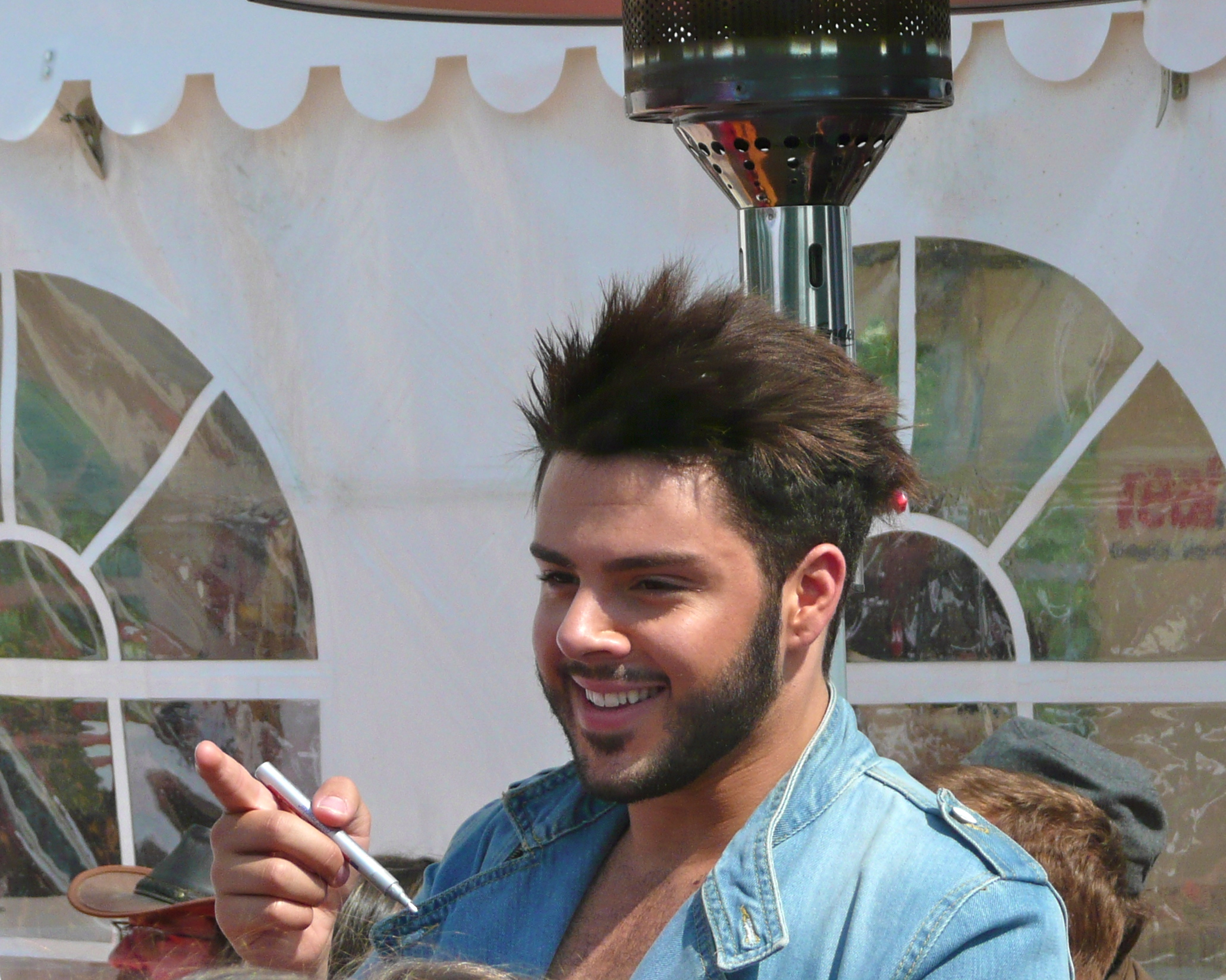
Pino Severino beim „radio ffn Kindertag“ in Salzgitter (2011)

Pino Severino-Geysen (* 5. April 1992 in Köln) ist ein deutscher Schauspieler und Sänger.

## Leben
Pino Severino wuchs in Köln auf und begann mit vier Jahren in einer Tanzgruppe zu tanzen. 1998 trat er im Alter von sechs Jahren bei der Mini Playback Show auf, wo er mit dem Song Maria von Ricky Martin siegte. Ein Jahr später trat er erneut mit Last Christmas von George Michael an.
1999 hatte er eine Sprechrolle in der Serie Die Anrheiner. Eine Agentin wurde im Jahr 2000 bei einer Beachparty auf ihn aufmerksam, und so begann Severino, erste Komparsenrollen zu spielen, und interviewte auf Super RTL für die Kindersendung Toggo Prominente. 2001 hatte er einen Gastauftritt bei Verbotene Liebe. 2003 spielte er unter der Regie von Jörg Grünler neben Kai Wiesinger und Katharina Böhm im Film Der zehnte Sommer den „Polli“, einen Jungen, der von seiner Mutter bei seinem alkoholabhängigen Vater zurückgelassen wurde. 2003 war er ebenfalls in dem Dreiteiler Die Hollies in der Rolle des Bösewichts „Robert“ zu sehen und drehte seinen ersten Werbespot als „Klein Alfredo“ für Dr. Oetker. Später folgten weitere Werbekampagnen, unter anderem für Wella und Tom Tailor. 2004 warb er neben Wigald Boning für Kinder Schokobons.

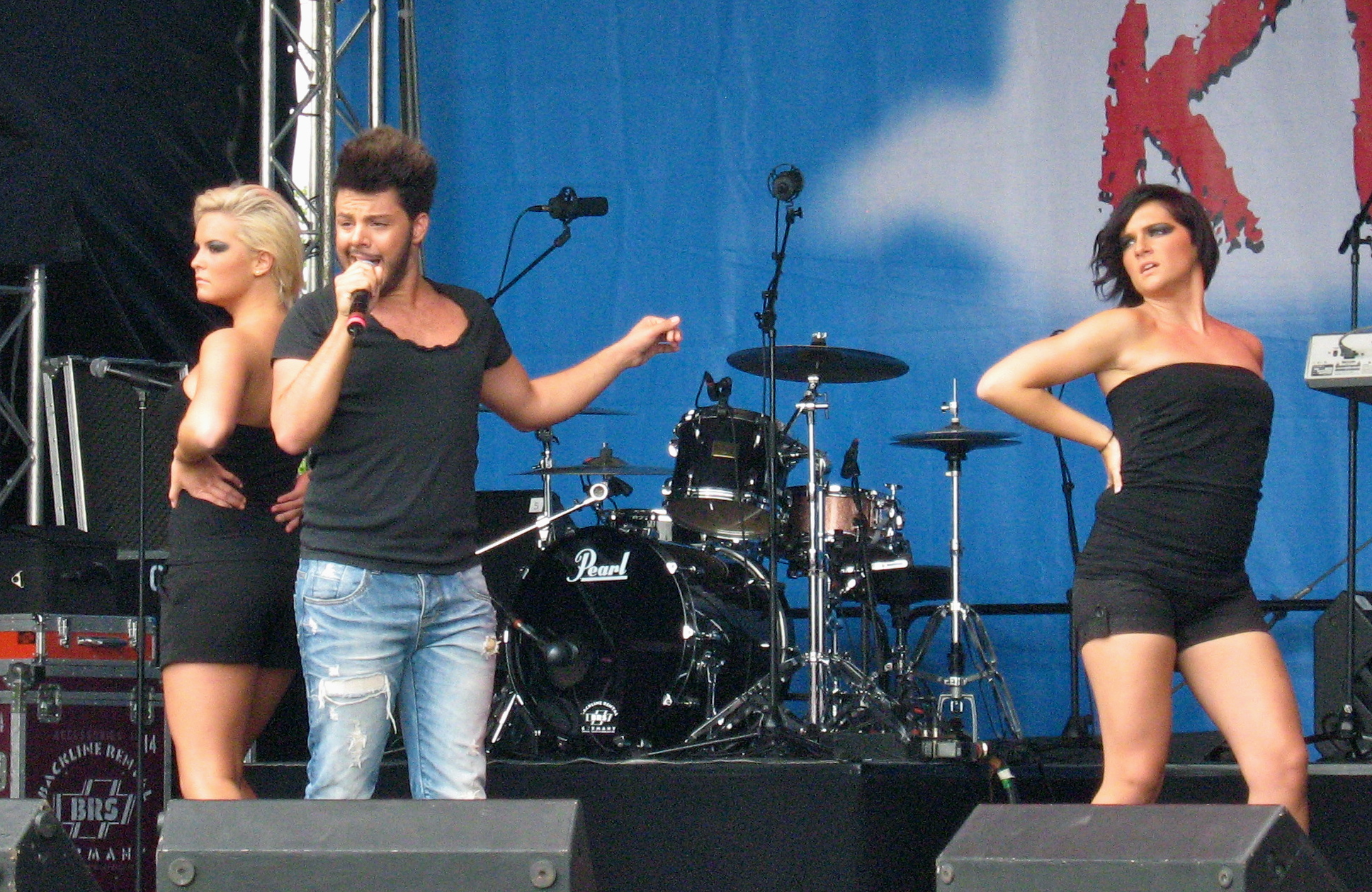
Pino Severino mit Tänzerinnen

Neben der Schauspielerei und der Schule trat Pino Severino mit einer Tanzgruppe auf großen internationalen Turnieren im Video-Clip-Dancing an, mit der er mehrfacher westdeutscher Meister und deutscher Vizemeister wurde und einen Preis für die beste künstlerische Darstellung gewann.
2004 trat er beim Kiddy Contest, einem österreichischen Gesangswettbewerb für Kinder, auf. Er sang Der große Preis, eine umgetextete Version von Nelly Furtados Hit Powerless. Ebenfalls 2004 spielte er in dem Sat.1-Film Hammer und Hart den Junior-Mafiaboss „Don Leone“.
Severino war 2006 erneut auf der Leinwand in Die Wilden Hühner zu sehen. Er spielte neben Veronica Ferres den „Paolo“ als Cousin von „Trude“ (Zsá Zsá Inci Bürkle) in einer Nebenrolle.
2008 beendete er die Schule mit dem Realschulabschluss mit Qualifikation zur gymnasialen Oberstufe und begann eine Beamtenanwärterschaft bei der Stadtverwaltung Köln, welche er 2010 abschloss. 2010 bewarb er sich bei der Castingshow X Factor. Mit Jurorin Sarah Connor als seine Mentorin trat er in der Kategorie der Solosänger zwischen 16 und 24 Jahren an. In der Liveshow vom 12. Oktober 2010 schied Severino schließlich nach einem Gesangsduell gegen den Sänger Anthony Thet aus.
2013 veröffentlichte er unter seinem neuen Pseudonym Name+ seine erste Single. Diese trägt den Titel Break the Law und wurde in Form eines Flashmobs als Video auf YouTube zur Verfügung gestellt. Bisher erreichte das Video über 10.000 Aufrufe.
Im Januar 2014 trat er in der elften Staffel von Deutschland sucht den Superstar auf. Er schied im Recall aus.
Im Herbst 2024 nahm er an der vierzehnten Staffel von The Voice of Germany teil und schied eine Runde vor den Liveshows aus. 

## Filmografie
- 2003: Der zehnte Sommer, als Polli
- 2003: Verbotene Liebe, (Serie; Folge 1.1970)
- 2003: Die Hollies, als Robert (Miniserie, in allen 3 Folgen)
- 2006: Die Wilden Hühner, als Paolo

## Diskografie
- 2004: Kiddy Contest Vol. 10 CD (Der große Preis)[6]